# Крейчи, Лудвик
Лудвик Крейчи (чеш. Ludvík Krejčí; 17 августа 1890, Брно-Туржаны, Австро-Венгрия — 9 февраля 1972, Усти-над-Орлици, Чехословакия) — чехословацкий военачальник, начальник Генерального штаба вооруженных сил Чехословакии (с 1933 года). Сыграл важную роль в модернизации чехословацкой армии, а после подписания Мюнхенского соглашения занял позицию сопротивления Нацистской Германии. 

## Биография
Родился 17 августа 1890 года в Брно-Туржанах (ныне район Брно) младшим из восьми детей в крестьянской семье. Окончил гимназию в Вышкове и был принят в Высшую лесную школу в Писеке. После ее окончания в 1910 году был призван на действительную военную службу в 8-й полк в Брно. Был переведен в резерв 4-го полка, в который был призван перед мобилизацией 28 июля 1914 года, в составе которого воевал в Сербии, Черногории и Албании. В мае 1916 года был переведен с батальоном в качестве ротного командира в Италию, а затем в Румынию. 17 мая 1917 года был взят в плен.

## В Чехословацком легионе
В июне поступил на службу в Чехословацкий корпус, а 20 июля 1917 года был зачислен на офицерские курсы в Борисполе. Получил чин штабс-капитана и был назначен офицером в 6-й Ганакский стрелковый полк Чехословацкого корпуса.
После провала наступления Керенского русская армия распалась, и Чехословацкий корпус отступил вместе с ней. В сражении под Бахмачем 9 марта 1918 года его подразделение встретило наступающих немецких войск на железнодорожном узле Бахмач в Украине, что позволило эвакуировать 1-ю и 2-ю дивизии отступающих легионеров на Транссибирскую магистраль. 
После перехода Радолы Гайды на службу к белогвардейцам, став командующим войсками Колчака, в 1919 году в звании полковника он принял командование 2-й стрелковой дивизией, которая прикрывала последний участок переброски корпуса во Владивосток перед наступлением Красной армии. В апреле 1920 года он покинул Россию и вернулся на родину с 6-м стрелковым полком на пароходе «Президент Грант», прибыв на родину 20 июня 1920 года.

## В армии Чехословакии
В июле 1920 года получил в командование 6-ю пехотную дивизию, дислоцированную в Брно. В 1923 году получил звание бригадного генерала. В августе того же года был направлен в Военное училище в Париже. В 1925 году, по возвращении на родину, получил в командование 4-ю дивизию в Градец-Кралове. В мае 1928 года ему было присвоено звание дивизионного генерала.
В январе 1927 года женился на Марии Люксовой, у них родились две дочери, Мария и Ярмила (1932). В декабре 1932 года он был назначен воеводой в Кошице.
После победы Гитлера на выборах 1932 года, его избрания рейхсканцлером в 1933 году и провала Женевской конференции по разоружению 1932 года возникла необходимость подготовить армию к возможному военному конфликту. Поэтому, 30 ноября 1933 года, Крейчи был назначен временно, а через месяц окончательно начальником Генерального штаба вооруженных сил. Это произошло по прямой просьбе президента Масарика, когда генерал Прхала не мог получить повышение. Он сменил на высшем посту уволенного генерала Сырового, который при поддержке Бенеша получил вместо него должность генерального инспектора. В 1934 году он был произведен в генералы армии.
Ключевыми изменениями, которые он провел в армии, были изменения в командном составе, стратегии армии военного времени (прикрытие и маневренный компонент), моторизация и механизация армии, продление срока полной службы, увеличение бюджета армии и новый 6-й мобилизационный план. 20 марта 1935 года было создано Управление фортификационных работ, и он был назначен на должность председателя Фортификационного совета, который должен был действовать как руководящий орган по строительству укреплений.
Будучи самым высокопоставленным офицером, он добивался увеличения численности армии в мирное время, постоянно призывая к организации учений армии. После оккупации Австрии 12 марта 1938 года измененный 6-й мобилизационный план был завершен Генеральным штабом уже в апреле 1938 года (Вермахт же не мог внести аналогичные изменения до сентября 1938 года).  После того как разведка сообщила о концентрации немецких войск в Саксонии, северной Австрии и южной Силезии, по согласованию с президентом и правительством были проведены учения армии. В июле 1938 года вступил в силу новый 7-й Мобилизационный план, который уже предусматривал только мобилизацию в западной Чехии и отступление на Богемско-Моравскую возвышенность после наступления вермахта.
Опасаясь, что это вмешательство армии станет предлогом для нападения нацистской Германии, он вновь потребовал от правительства и президента принятия оборонительных мер. Они согласились лишь призвать часть резервистов для специальной подготовки. Также была объявлена боевая тревога тяжелых и легких укреплений.
Еще два меморандума о серьезности ситуации, датированные концом сентября, были адресованы общественности и политикам. 17 сентября 1938 года он обратился к президенту Эдварду Бенешу с просьбой о немедленной мобилизации, но получил отказ. Он подал президенту прошение об отставке, которое также было отклонено. Через французского генерала Гамелена он просил Францию поддержать предложение о мобилизации, однако правительства Великобритании и Франции вновь решительно отвергли мобилизацию в Чехословакии.
Крейчи снова потребовал объявления мобилизации 21 сентября, и снова безуспешно. 21 сентября 1938 года чехословацкое правительство приняло британско-французский ультиматум об уступках в пограничной зоне, который оно отвергло накануне. Однако Конрад Генлейн не принял эти уступки по приказу Гитлера, посчитав их уже недостаточными.
21 сентября Крейчи обратился к президенту с очередной просьбой о мобилизации против набирающей силу немецкой армии, и снова не был услышан Бенешем. Только 22 сентября 1938 года ему удалось добиться объявления полного закрытия границы, а затем всеобщей мобилизации 23 сентября 1938 года, когда президент Эдвард Бенеш назначил его главнокомандующим вооруженными силами. Мобилизация прошла успешно и армия была готова к обороне.

## После подписания Мюнхенского соглашения
В Мюнхене в ночь на 29 сентября было подписано соглашение о сдаче пограничных территорий Германии. Утром 30 сентября 1938 года он был вызван президентом в Прагу, где вместе с генералами Лужей, Войцеховским и Прхалой отстаивал необходимость в оказании сопротивления Вермахту чехословацкой армией.
После принятия Мюнхенского соглашения армия начала демобилизацию. Был подготовлен новый мобилизационный план, сокращение армии и дальнейшая частичная модернизация армии, а с 5 по 12 декабря 1938 года были постепенно ликвидированы пограничны укрепления. 20 декабря 1938 года под давлением нацистов он был смещен с поста главнокомандующего армией. 3 февраля 1939 года была отменена воинская повинность. 1 марта 1939 года под давлением нацистов он был снят с поста начальника Генерального штаба и отправлен в отставку.
После начала немецкой оккупации в марте 1939 года жил в Праге, позже был вынужден переехать на родину жены в Яблонне-над-Орлици. 14 октября 1941 года он был арестован гестапо и после допросов в Праге отправлен в концентрационный лагерь Терезин. В июле 1942 года он был неожиданно освобожден гестапо. В октябре 1942 и августе 1943 года, несмотря на постоянную слежку, он поддерживал финансами отряд сопротивления под руководством Ярослава Квапила.

## После войны
После окончания войны он вернулся в армию, но уже 1 февраля 1947 года был отправлен в отставку. После прихода к власти коммунистов в июле 1950 года его понизили до рядового, а в мае 1953 года лишили пенсии. Он работал подсобным рабочим на национализированной пуговичной фабрике в Яблонне-над-Орлици, ранее принадлежавшей семье его жены. После вмешательства маршала Конева ему была назначена частичная пенсия в 1969 году. 
Умер 9 февраля 1972 года в больнице Усти-над-Орлици и был похоронен в родных Туржанах с воинскими почестями.